# Vesaliusinstituut

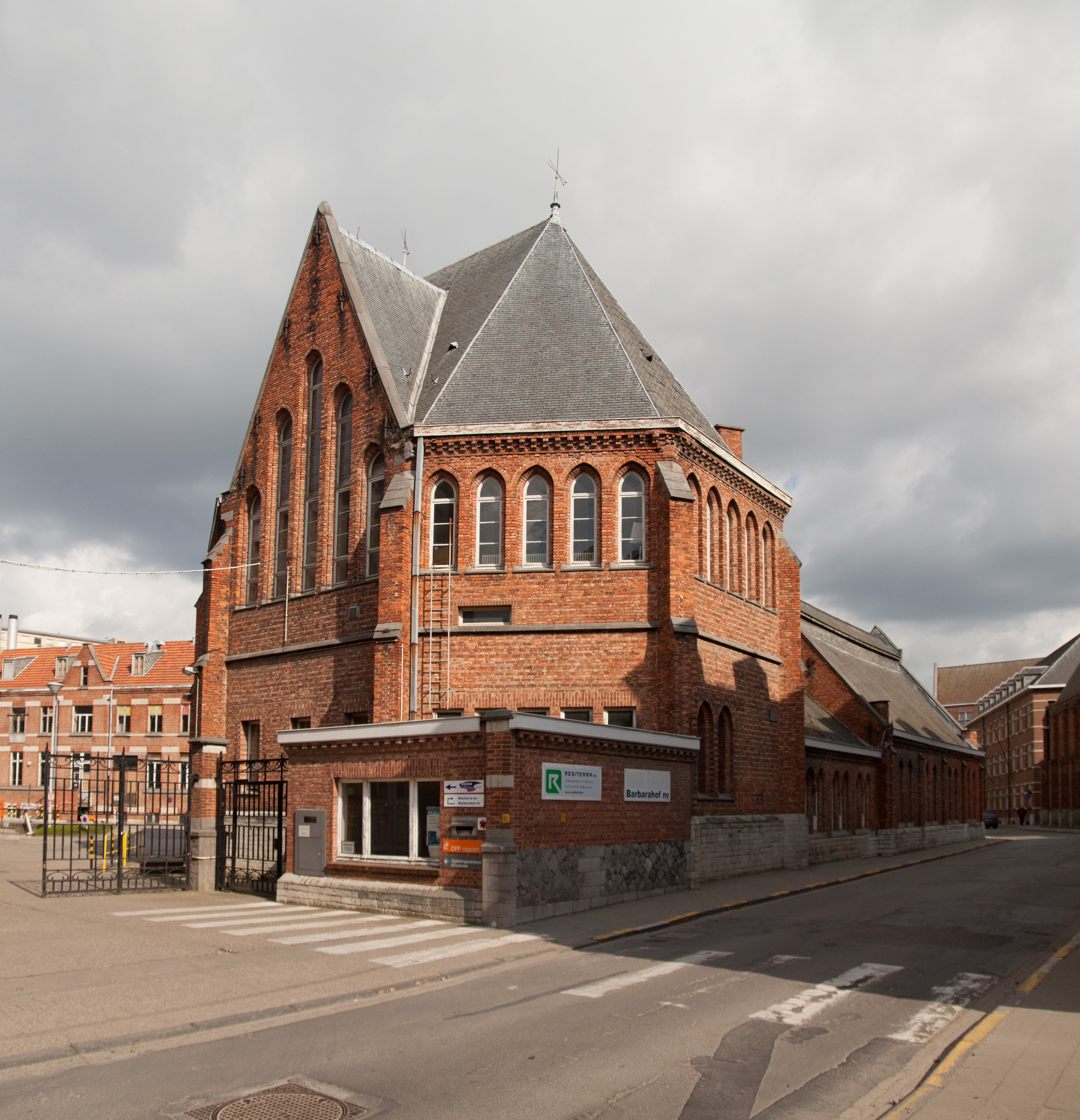
Vesaliusinstituut

Het Vesaliusinstituut of Vaardigheidscentrum Anatomie is een anatomisch theater in de Belgische stad Leuven. Het gebouw bevindt zich aan de Minderbroedersstraat.

## Geschiedenis
In 1744 bouwde men op de noordoostelijke hoek van de Minderbroedersstraat met de Kapucijnenvoer een eerste anatomisch theater, dat dienst deed als leslokaal anatomie en snijzaal voor de Universiteit van Leuven (1744-1797), de Rijksuniversiteit Leuven (1818-1835) en de Katholieke Universiteit Leuven (1835-1877). In de 19e eeuw was het aantal studenten aan de universiteit fors toegenomen en werd dit anatomisch theater te klein. De universiteit vroeg toestemming om het theater uit te bouwen tot een groot pand, maar bewoners uit de buurt protesteerden tegen de uitbreiding omdat ze een toename van lijkentransporten verwachtten. Het stadsbestuur weigerde daarom de uitbouw van het anatomisch amfitheater.
In 1877 opende de universiteit verderop in de Minderbroedersstraat het Vesaliusinstituut naar het ontwerp van architect Joris Helleputte. Hiermee loste het probleem van lijkentransport over de openbare weg zich op doordat er op het terrein zelf vanaf het Sint-Pietersziekenhuis een weg liep naar het Vesaliusinstituut. Het anatomisch theater bood plaats aan 200 studenten.
In 1906 werd naast het Vesaliusinstituut het Pathologisch Instituut gebouwd.
In 1950 werd het universitair anatomisch onderwijs anders georganiseerd waarbij het Vesaliusinstituut en het Pathologisch Instituut samengingen tot één organisatie. Tevens werd er bijgebouwd en veranderde functie van het gebouw van het Vesaliusinstituut in dat van clubhuis, bibliotheek en eetzaal.
Sinds 1968, toen de universiteit werd gesplitst en Universitair Ziekenhuis Leuven (Gasthuisberg) werd gebouwd, werden de gebouwen steeds minder gebruikt en kwamen ze uiteindelijk leeg te staan. De laatste afdeling (pathologie) verhuisde in 2021 naar Gasthuisberg. Het ziekenhuiscomplex werd herontwikkeld, waarbij het Sint-Pietersziekenhuis werd gesloopt en het Vesaliusinstituut een nieuwe functie zal krijgen in het complex Hertogensite.
Het huidige Vaardigheidscentrum Anatomie en Heelkundige Technologieën verstrekt het menselijk anatomisch onderwijs aan KU Leuven en maakt deel uit van de Faculteit Geneeskunde (Campus Gasthuisberg). 